# Saint-Bauzeil
Saint-Bauzeil ist eine französische Gemeinde mit 57 Einwohnern (Stand; 1. Januar 2022) im Département Ariège in der Region Okzitanien. Sie gehört zum Arrondissement Foix und ist Mitglied im Gemeindeverband L’Agglo Foix-Varilhes. Die Einwohner werden Saint-Bauzeillois und Saint-Bauzeilloises genannt.

## Geografie

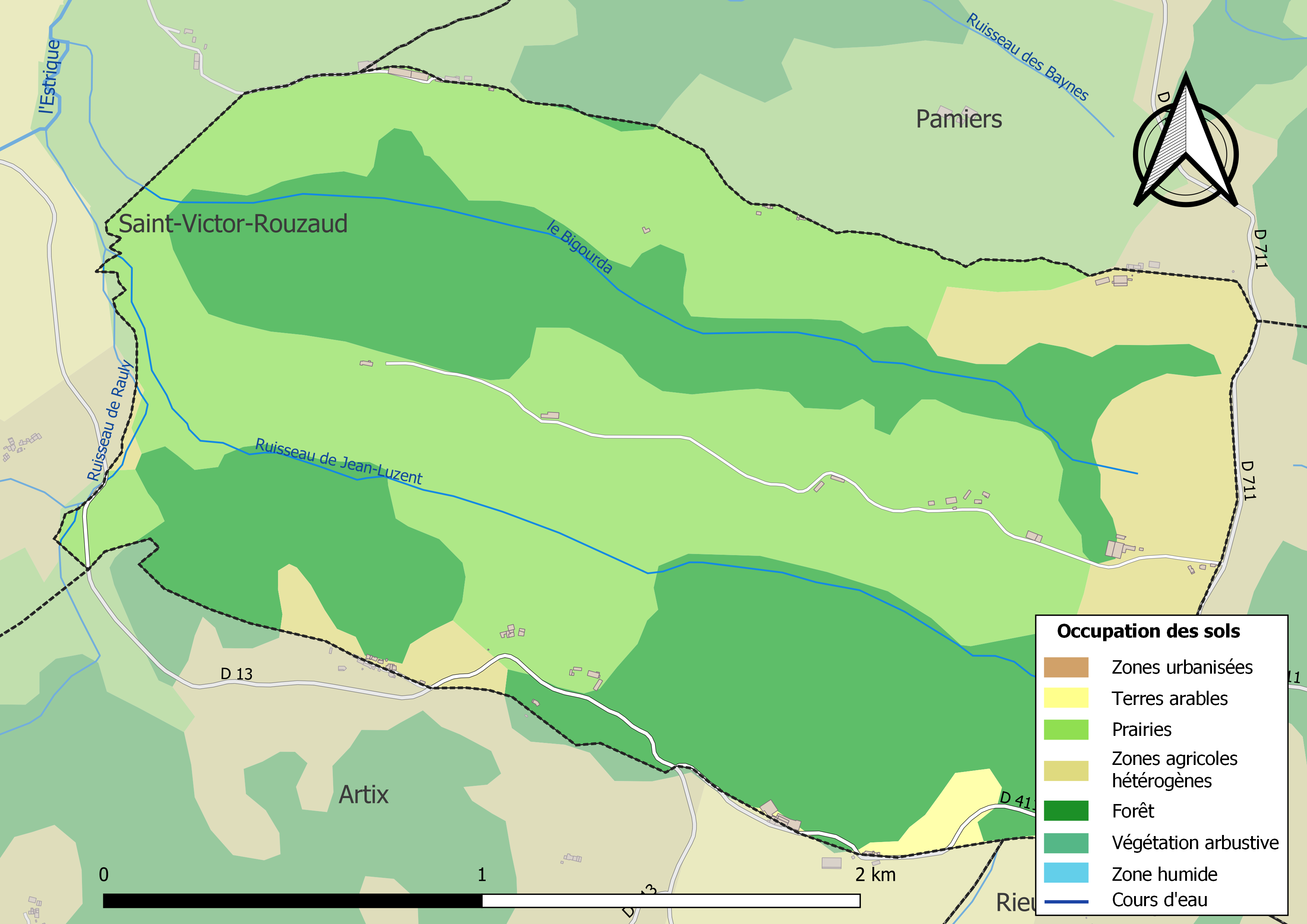
Bodennutzung, Hydrografie und Infrastruktur der Gemeinde

Die Gemeinde ist historisch und kulturell Teil des Pays de Foix und liegt etwa 13 Kilometer nordnordwestlich von Foix sowie etwa 60 Kilometer südsüdöstlich von Toulouse. Saint-Bauzeil befindet sich im Einzugsgebiet der Garonne und wird von den zeitweise trockenfallenden Bächen Bigourda, Ruisseau de Jean-Luzent und Ruisseau de Rauly entwässert. Das Gemeindegebiet ist Teil von zwei ZNIEFF-Naturgebieten. 56,2 % der Fläche der Gemeinde werden landwirtschaftlich genutzt (Acker oder Grünland), der restliche Anteil ist bewaldet.
Saint-Bauzeil grenzt im Norden an Pamiers, im Osten an Benagues, im Südosten an Rieux-de-Pelleport, im Süden an Artix und im Westen an Saint-Victor-Rouzaud.

## Bevölkerungsentwicklung
| Saint-Bauzeil: Einwohnerzahlen von 1793 bis 2020                                                                           | Saint-Bauzeil: Einwohnerzahlen von 1793 bis 2020 | Saint-Bauzeil: Einwohnerzahlen von 1793 bis 2020 | Saint-Bauzeil: Einwohnerzahlen von 1793 bis 2020 | Saint-Bauzeil: Einwohnerzahlen von 1793 bis 2020 |
| --- | ------------------------------------------------ | ------------------------------------------------ | ------------------------------------------------ | ------------------------------------------------ |
| Jahr |                                                  |                                                  |                                                  | Einwohner                                        |
| 1793 | 1793                                             |                                                  | 96                                               | 96                                               |
| 1800 | 1800                                             |                                                  | 107                                              | 107                                              |
| 1806 | 1806                                             |                                                  | 152                                              | 152                                              |
| 1821 | 1821                                             |                                                  | 136                                              | 136                                              |
| 1831 | 1831                                             |                                                  | 130                                              | 130                                              |
| 1836 | 1836                                             |                                                  | 144                                              | 144                                              |
| 1841 | 1841                                             |                                                  | 142                                              | 142                                              |
| 1846 | 1846                                             |                                                  | 134                                              | 134                                              |
| 1851 | 1851                                             |                                                  | 120                                              | 120                                              |
| 1856 | 1856                                             |                                                  | 158                                              | 158                                              |
| 1861 | 1861                                             |                                                  | 158                                              | 158                                              |
| 1866 | 1866                                             |                                                  | 159                                              | 159                                              |
| 1872 | 1872                                             |                                                  | 136                                              | 136                                              |
| 1876 | 1876                                             |                                                  | 135                                              | 135                                              |
| 1881 | 1881                                             |                                                  | 125                                              | 125                                              |
| 1886 | 1886                                             |                                                  | 137                                              | 137                                              |
| 1891 | 1891                                             |                                                  | 139                                              | 139                                              |
| 1896 | 1896                                             |                                                  | 124                                              | 124                                              |
| 1901 | 1901                                             |                                                  | 113                                              | 113                                              |
| 1906 | 1906                                             |                                                  | 106                                              | 106                                              |
| 1911 | 1911                                             |                                                  | 113                                              | 113                                              |
| 1921 | 1921                                             |                                                  | 77                                               | 77                                               |
| 1926 | 1926                                             |                                                  | 68                                               | 68                                               |
| 1931 | 1931                                             |                                                  | 66                                               | 66                                               |
| 1936 | 1936                                             |                                                  | 60                                               | 60                                               |
| 1946 | 1946                                             |                                                  | 50                                               | 50                                               |
| 1954 | 1954                                             |                                                  | 53                                               | 53                                               |
| 1962 | 1962                                             |                                                  | 42                                               | 42                                               |
| 1968 | 1968                                             |                                                  | 48                                               | 48                                               |
| 1975 | 1975                                             |                                                  | 44                                               | 44                                               |
| 1982 | 1982                                             |                                                  | 58                                               | 58                                               |
| 1990 | 1990                                             |                                                  | 51                                               | 51                                               |
| 1999 | 1999                                             |                                                  | 56                                               | 56                                               |
| 2006 | 2006                                             |                                                  | 53                                               | 53                                               |
| 2013 | 2013                                             |                                                  | 68                                               | 68                                               |
| 2020 | 2020                                             |                                                  | 59                                               | 59                                               |
| Quelle(n): EHESS/Cassini bis 1999, INSEE ab 2006 Anmerkung(en): Ab 1962 offizielle Zahlen ohne Einwohner mit Zweitwohnsitz |                                                  |                                                  |                                                  |                                                  |

## Sehenswürdigkeiten
- Kirche Saint-Baudille, 1904 errichtet als Ersatz für einen Vorgängerbau aus dem 13. Jahrhundert